# Notopleura anomothyrsa
Notopleura anomothyrsa är en måreväxtart som först beskrevs av Karl Moritz Schumann och John Donnell Smith, och fick sitt nu gällande namn av Charlotte M. Taylor. Notopleura anomothyrsa ingår i släktet Notopleura och familjen måreväxter. Inga underarter finns listade i Catalogue of Life.